# دوريس بيرسون
دوريس بيرسون (بالإنجليزية: Doris Pearson)‏ هي مغنية بريطانية، ولدت في 8 يونيو 1966 في London Borough of Brent ‏ في المملكة المتحدة.

## وصلات خارجية
- دوريس بيرسون على موقع IMDb (الإنجليزية)
- دوريس بيرسون على موقع ميوزك برينز (الإنجليزية)
- دوريس بيرسون على موقع ديسكوغز (الإنجليزية)